# 10820 Offenbach
10820 Offenbach este o planetă minoră (asteroid) din centura de asteroizi. A fost descoperită pe 18 august 1993 la observatoire de la Côte d'Azur⁠(d) de Eric Walter Elst și a fost numită după Jacques Offenbach. 
Obiectul prezintă o orbită caracterizată de o semiaxă mare de 2,3779614 UAi, o excentricitate de 0,2, o înclinație de 6,29838 ° în raport cu ecliptica.